# GoldenEye 007 (2010)
GoldenEye 007 is een computerspel van het genre first-person shooter uit 2010.

## Ontwikkeling en productie
Het spel werd ontwikkeld door Eurocom en uitgebracht door Activision, oorspronkelijk enkel voor de spelcomputer Wii. Een versie voor Nintendo DS werd ontwikkeld door n-Space. Het is een remake van het in 1997 uitgebrachte computerspel GoldenEye 007 en is gebaseerd op de James Bond-film GoldenEye (1995).
In november 2011 kwam onder de naam GoldenEye 007: Reloaded een versie uit voor PlayStation 3 en Xbox 360.

## Rolverdeling
| Acteur          | Personage                    | Opmerkingen |
| --------------- | ---------------------------- | ----------- |
| Daniel Craig    | James Bond                   |             |
| Elliot Cowan    | Alec Trevelyan               |             |
| Kirsty Mitchell | Natalya Simonova             |             |
| Kate Magowan    | Xenia Onatopp                |             |
| Judi Dench      | M                            | Enkel stem  |
| Rory Kinnear    | Bill Tanner                  | Enkel stem  |
| Laurence Possa  | Arkady Grigorovich Ourumov   |             |
| Alec Newman     | Valentin Dmitrovich Zukovsky |             |
| Ed Stoppard     | Dmitri Mishkin               |             |